# Brama miejska

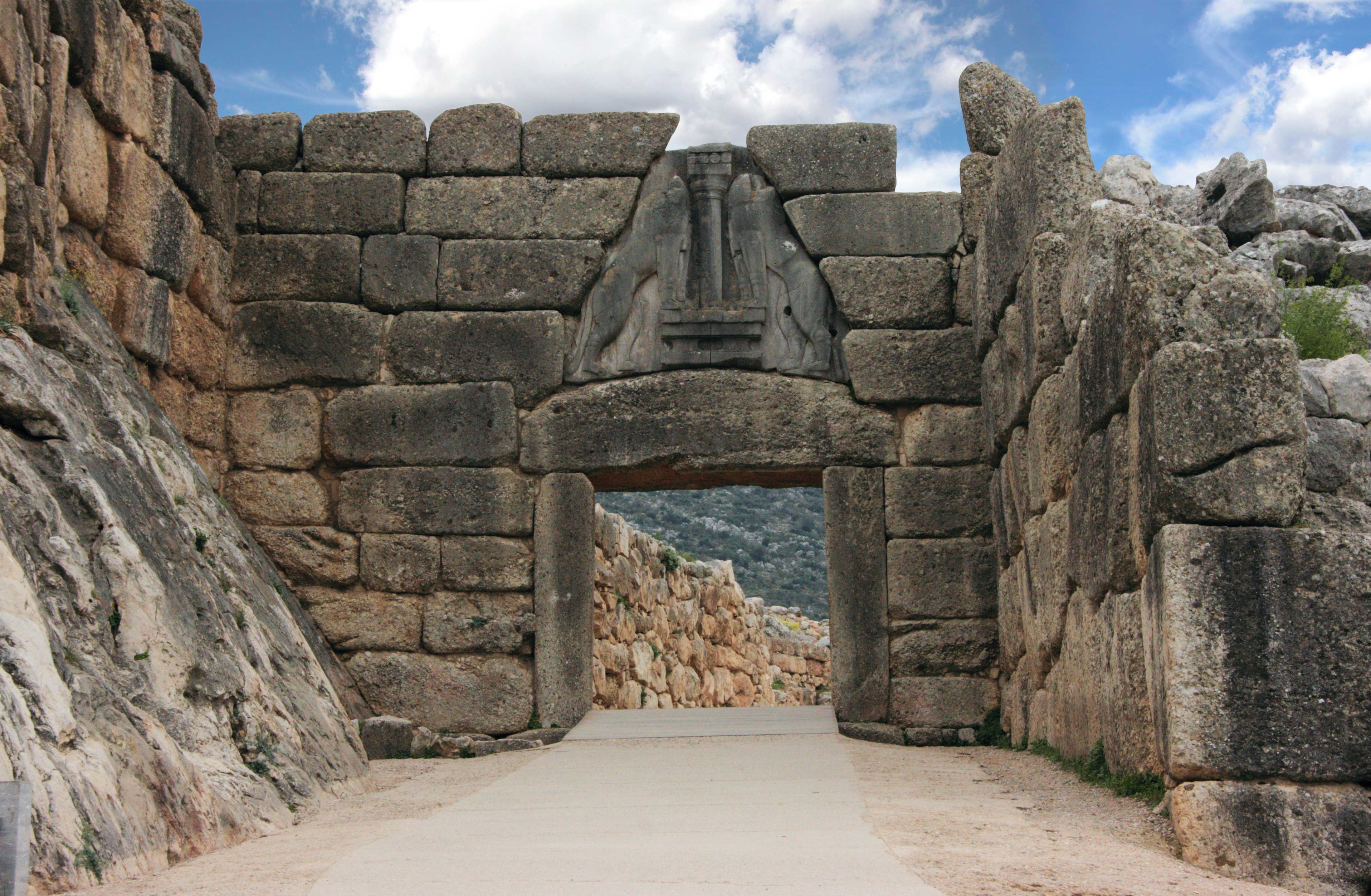
Lwia Brama w Mykenach (2008)

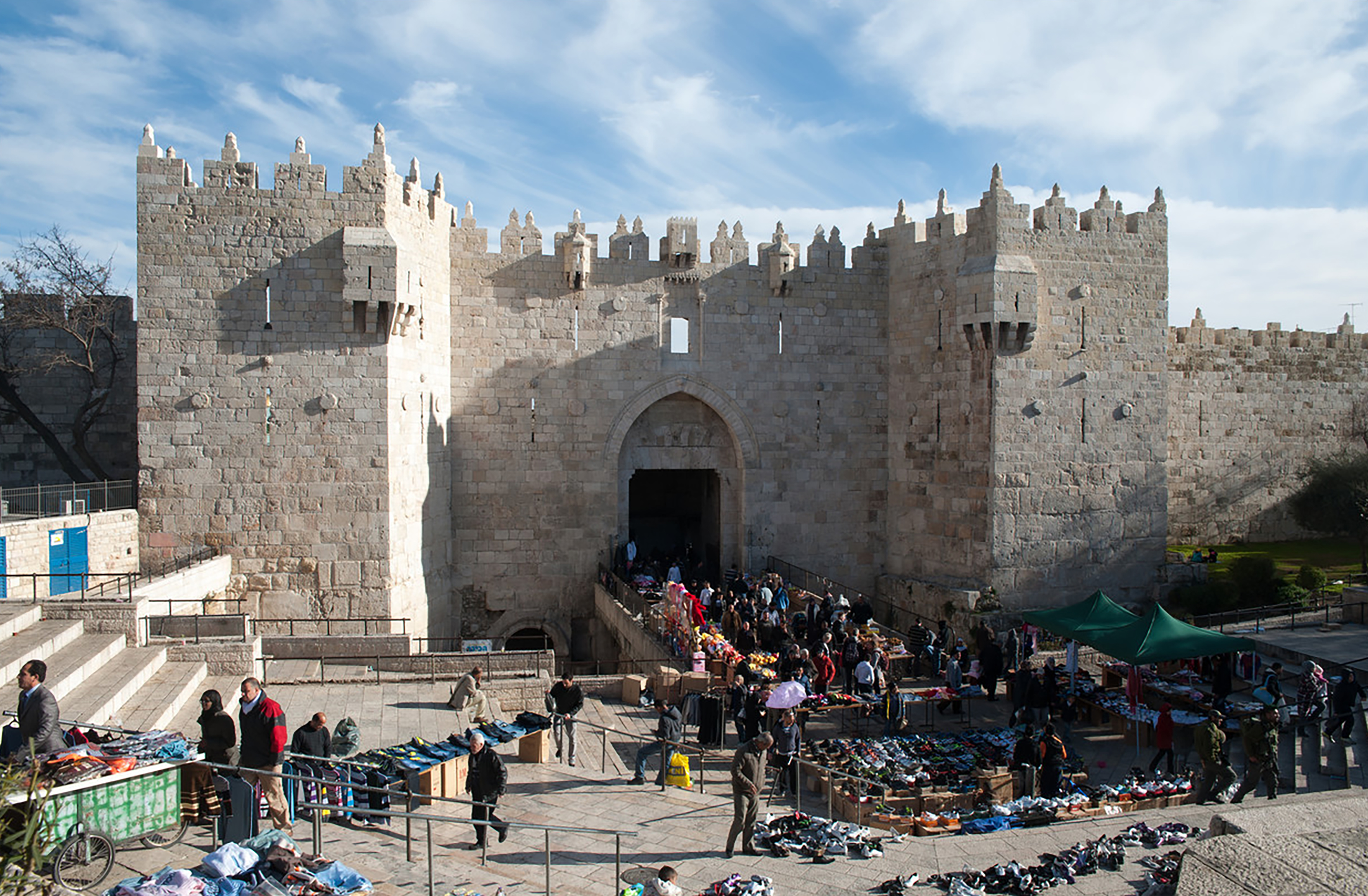
Brama Damasceńska w Jerozolimie (2013)

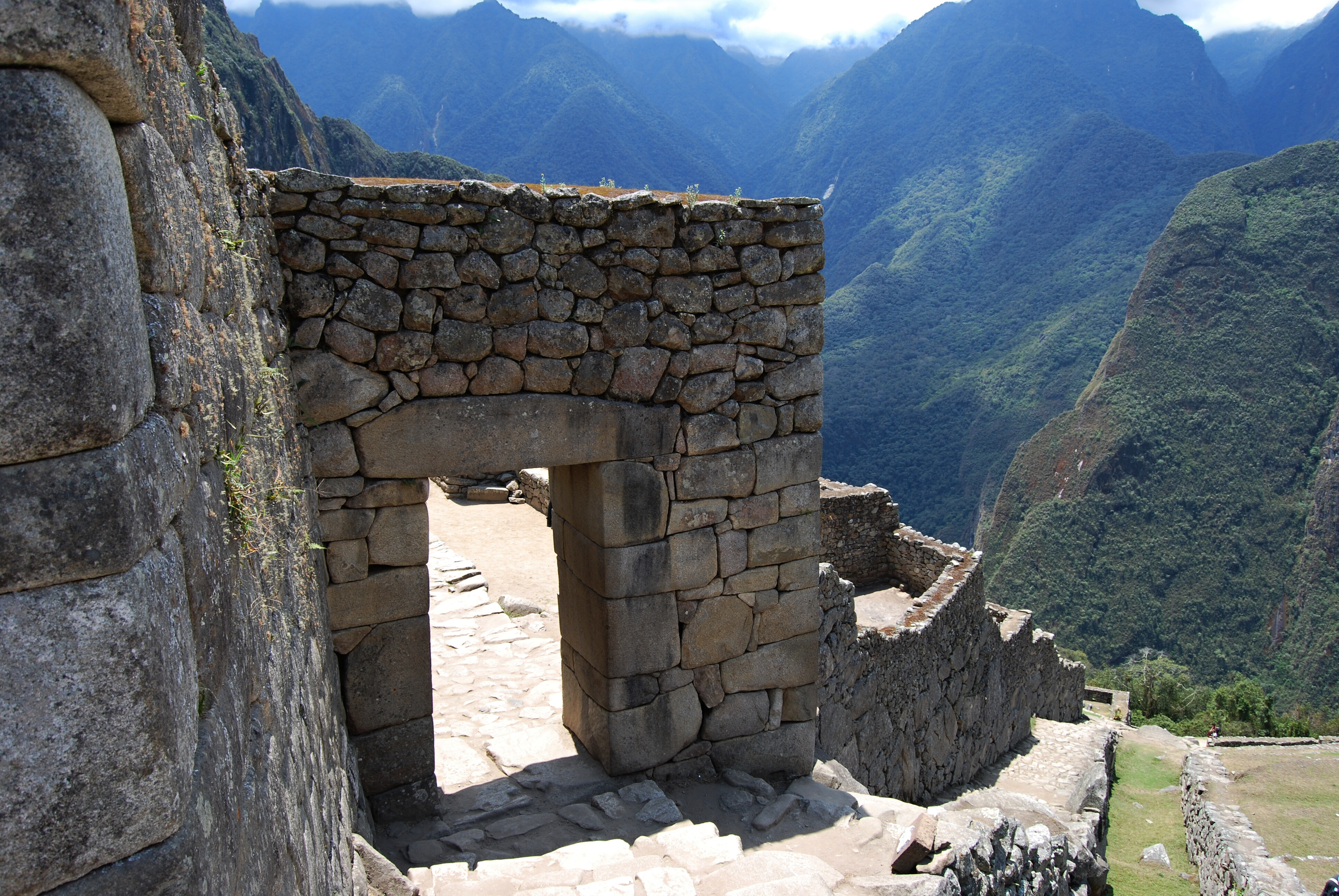
Brama miejska w Machu Picchu (2008)

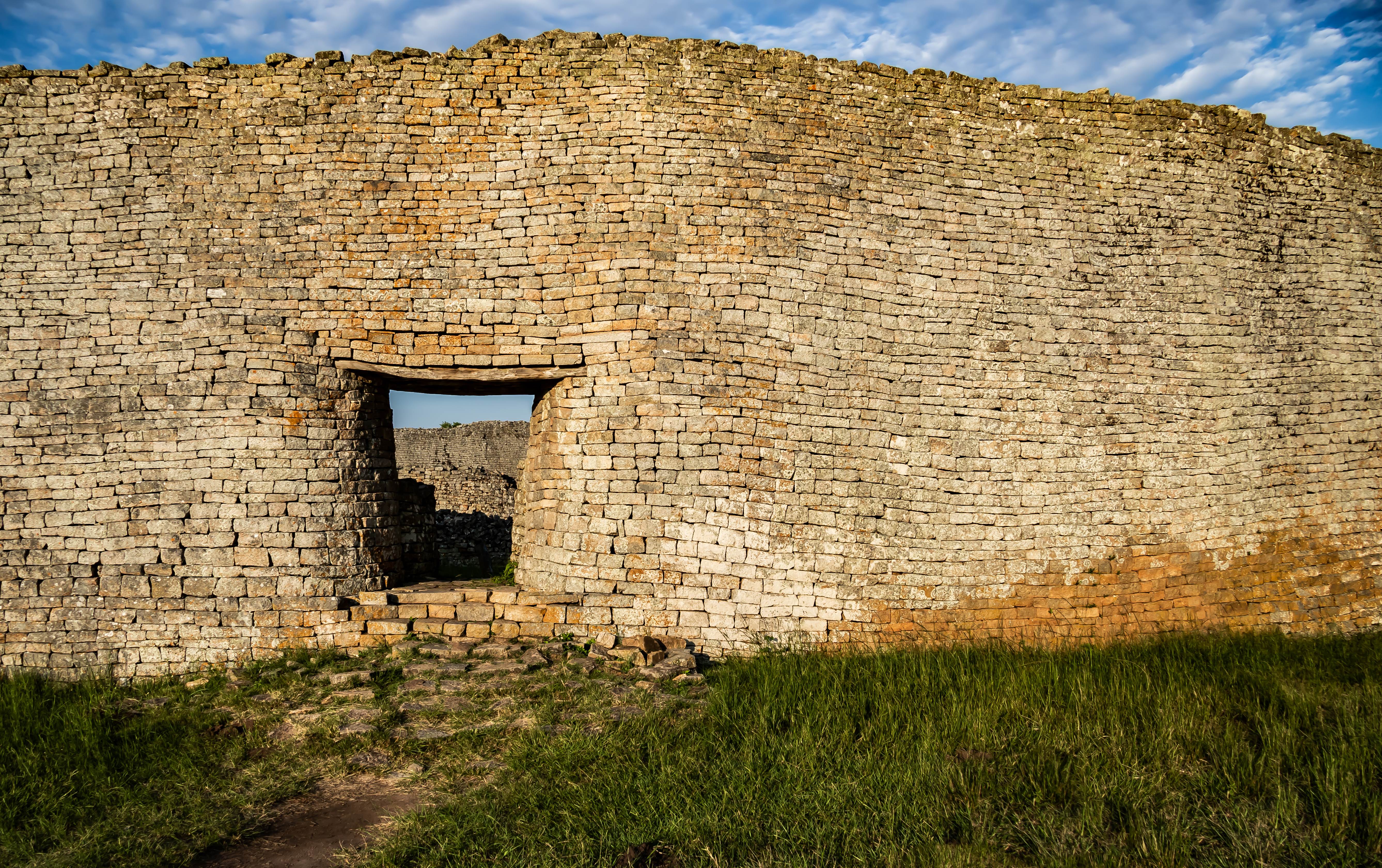
Brama zachodnia w Wielkim Zimbabwe (2008)

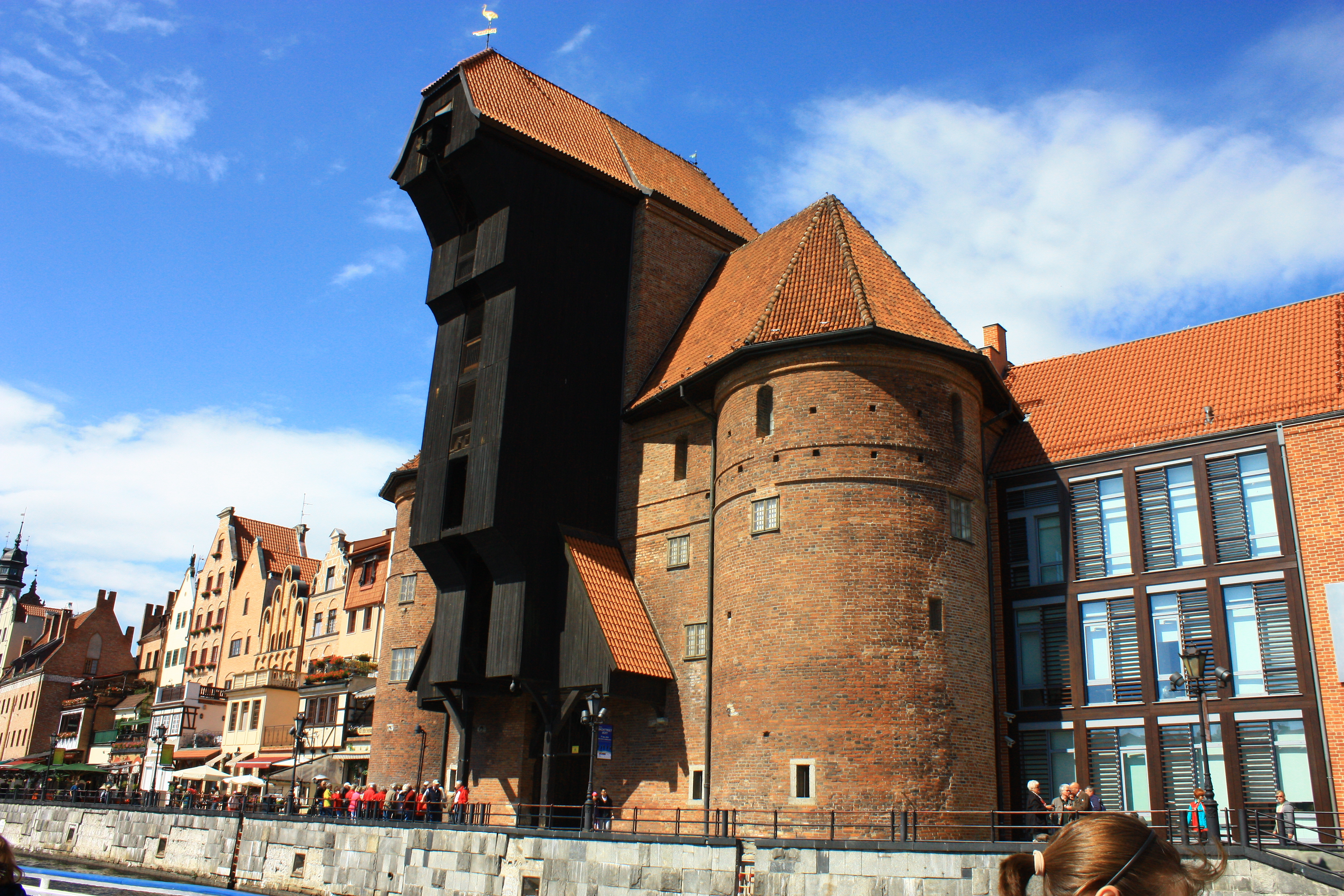
Brama Żuraw w Gdańsku (2014)

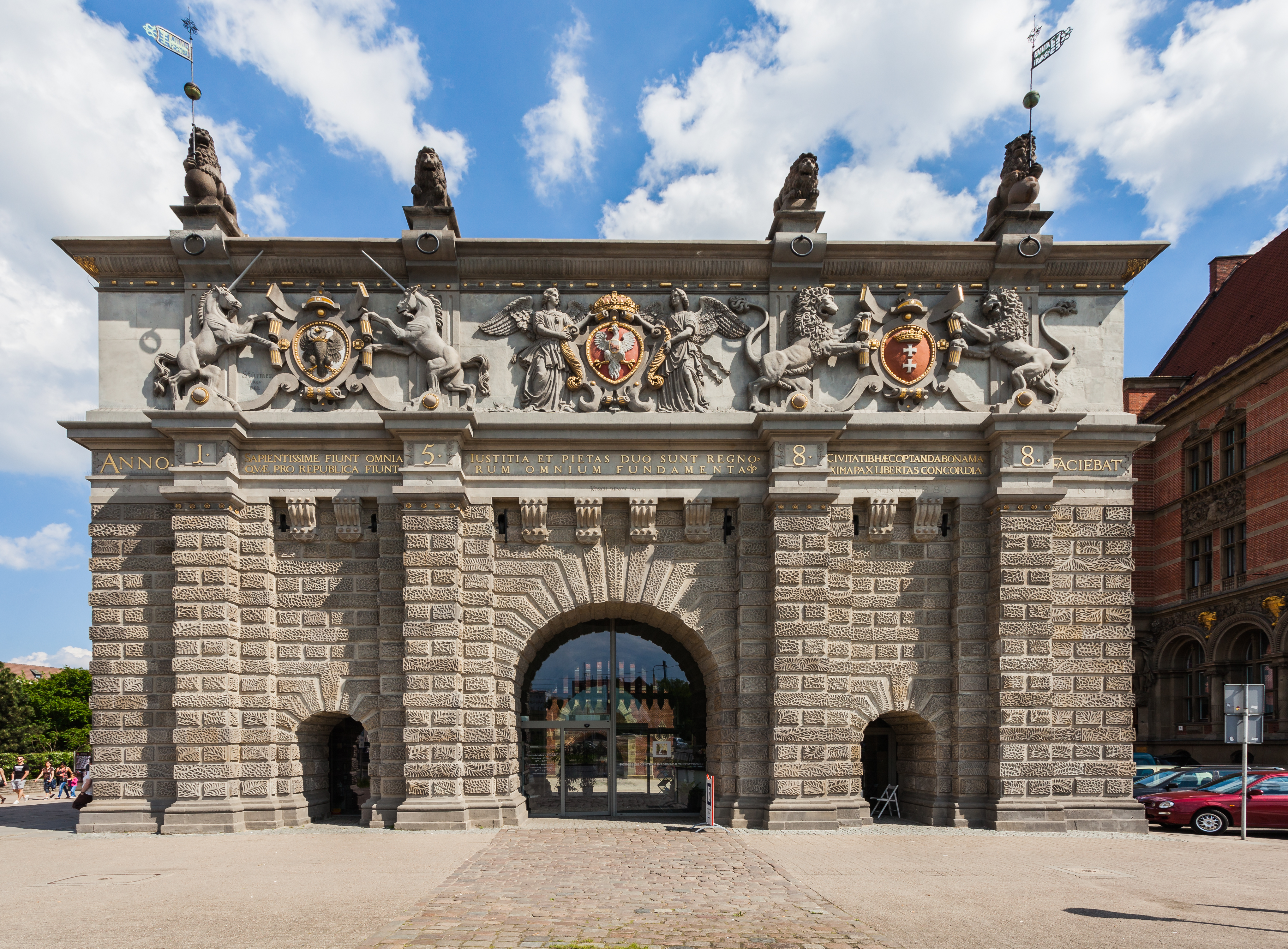
Brama Wyżynna w Gdańsku (2013)

Brama miejska – forma przejścia w obwarowaniach miejskich. W przeszłości bramy miejskie wchodziły w skład systemu obronnego miasta razem z basztami i czatowniami.
Bramy miejskie stanowiły punkt kontrolny u wjazdu do miasta otoczonego murami. Bramy umożliwiały przejazd pojazdów, towarów i zwierząt. Do przemieszczania się pieszych służyły położone w pobliżu bram furty bramne.

## Przykłady

### Polska
- Żuraw w Gdańsku
- Brama Floriańska w Krakowie
- Brama Krakowska w Lublinie
- Brama Górna w Olsztynie
- Brama Mostowa w Toruniu
- Brama Młyńska w Stargardzie
- Brama Żagańska w Szprotawie
- Brama Lwowska w Zamościu
- Brama Opatowska w Sandomierzu
- Brama Wodna w Bystrzycy Kłodzkiej

### Europa
- Brama Holsztyńska w Lubece
- Brama Brandenburska w Berlinie
- Brama Prochowa w Pradze
- Ostra Brama w Wilnie

### Azja
- Brama Południkowa w Pekinie
- Brama Isztar w Babilonie
- Bramy Jerozolimy